# His Name Is Legs (Ladies and Gentlemen)
«His Name Is Legs (Ladies and Gentlemen)» es una canción del músico británico George Harrison, publicada en el álbum de estudio Extra Texture (Read All About It). El título hace referencia a «Leg», apodo de Larry Smith, batería del grupo Bonzo Dog Doo-Dah Band y uno de los humoristas con quien Harrison comenzó a asociarse durante la década de 1970. Smith aparece en la grabación interpretando un monólogo difícil de descifrar, mientras que la letra de Harrison refleja la inclinación de cómico por juegos de palabras estrafalarios. La canción es una precursora del trabajo que Harrison desarrolló con Eric Idle y Michael Palin, miembros del grupo Monty Python, y que incluyó la producción musical del sencillo «The Lumberjack Song» y largometrajes como La vida de Brian (1979). 
Harrison grabó por primera vez «His Name is Legs» en su hogar de Friar Park durante las sesiones de grabación del álbum Dark Horse. Sin embargo, la canción permaneció sin finalizar hasta que volvió a grabarla un año después en Los Ángeles para el álbum Extra Texture. Además de Harrison y Smith, la grabación contó con músicos como Tom Scott, Billy Preston, Willie Weeks y Andy Newmark, todos ellos integrantes del grupo que respaldó a Harrison en la gira por Norteamérica en 1974. Los arreglos de la canción reflejan elementos del funk, y al igual que el diseño del álbum, su inclusión en Extra Texture marcó un raro ejemplo de despreocupación entre una colección de canciones mayoritariamente pesimistas.

## Personal
- George Harrison: voz, piano, guitarra eléctrica y coros.
- Legs Larry Smith: voz
- Billy Preston: piano eléctrico
- Tom Scott: saxofón y arreglos
- Chuck Findley: trompeta y trombón
- Willie Weeks: bajo
- Andy Newmark: batería